# (97268) Serafinozani
(97268) Serafinozani est un astéroïde de la ceinture principale.

## Description
(97268) Serafinozani est un astéroïde de la ceinture principale. Il fut découvert le 7 décembre 1999 aux Monts Santa Catalina par le projet CSS. Il présente une orbite caractérisée par un demi-grand axe de 2,60 UA, une excentricité de 0,29 et une inclinaison de 5,4° par rapport à l'écliptique.

## Compléments